# (403) Cíane
(403) Cíane, en español Ciane, es un asteroide perteneciente al cinturón de asteroides descubierto el 18 de mayo de 1895 por Auguste Honoré Charlois desde el observatorio de Niza, Francia.
Está nombrado por Cíane, un personaje de la mitología griega.

## Características orbitales
Cíane está situado a una distancia media de 2,81 ua del Sol, pudiendo alejarse hasta 3,082 ua. Tiene una excentricidad de 0,09651 y una inclinación orbital de 9,148°. Emplea 1721 días en completar una órbita alrededor del Sol.